# Décès en mars 2011
Décès
- 2007
- 2008
- 2009
- 2010
- 2011
- 2012
- 2013
- 2014
- 2015

Pour une information complémentaire, voir la page d'aide.

## Mars 2011
| Date     | Nom                          | Activités                                                                                            | Âge   | Source |
| -------- | ---------------------------- | --- | ----- | ------ |
| 1er mars | John M. Lounge               | Astronaute américain.                                                                                | 64    | (en)   |
| 2 mars   | Shahbaz Bhatti               | Homme politique pakistanais.                                                                         | 42    |        |
| 2 mars   | Jiří Hejna                   | Peintre tchécoslovaque puis tchèque                                                                  | 89    |        |
| 2 mars   | Thor Vilhjálmsson            | Écrivain islandais.                                                                                  | 85    |        |
| 3 mars   | Jo Charrier                  | Acteur, chanteur et musicien français.                                                               | 99    |        |
| 3 mars   | Aldo Clementi                | Compositeur italien de musique contemporaine.                                                        | 85    | (en)   |
| 3 mars   | Pierre Boudet                | peintre et lithographe français                                                                      | 96    |        |
| 3 mars   | Aracy Guimarães Rosa         | Agent diplomatique brésilienne.                                                                      | 102   | (pt)   |
| 3 mars   | Teresa Aveleyra Sadowska     | écrivaine mexicaine                                                                                  | 90    | (es)   |
| 4 mars   | Paul Baxley                  | Acteur et réalisateur américain.                                                                     | 87    |        |
| 4 mars   | Krishna Prasad Bhattarai     | Homme politique népalais.                                                                            | 86    | (en)   |
| 4 mars   | Annie Fargue                 | Actrice, productrice et manageur de Michel Polnareff                                                 |       |        |
| 4 mars   | Charles Jarrott              | Réalisateur et scénariste britannique.                                                               | 83    | (en)   |
| 4 mars   | Simon van der Meer           | Physicien néerlandais.                                                                               | 85    | (en)   |
| 4 mars   | Mikhaïl Simonov              | Concepteur russe d'avions produits par Soukhoï.                                                      | 81    |        |
| 5 mars   | Alberto Granado              | Biochimiste argentin, compagnon de voyage en Amérique latine d'Ernesto Guevara.                      | 88    |        |
| 6 mars   | Marie-Andrée Bertrand        | Criminologue québécoise.                                                                             | 85    |        |
| 6 mars   | Brigitte Friang              | Résistante française, journaliste et écrivaine.                                                      | 87    |        |
| 6 mars   | Jean-Claude Lavaud           | Footballeur français.                                                                                | 72    |        |
| 6 mars   | Helen Moloney                | Artiste vitrailliste irlandaise.                                                                     | 85    | (en)   |
| 6 mars   | Ján Popluhár                 | Footballeur tchécoslovaque.                                                                          | 75    |        |
| 8 mars   | Mike Starr                   | Bassiste américain, ancien membre d'Alice in Chains.                                                 | 44    |        |
| 9 mars   | Inge Sørensen                | Nageuse danoise.                                                                                     | 86    | (da)   |
| 10 mars  | Guy Leduc                    | Homme politique canadien.                                                                            | 82    |        |
| 12 mars  | Jan Hugens                   | Coureur cycliste néerlandais.                                                                        | 71    |        |
| 12 mars  | Joe Morello                  | Batteur de jazz américain.                                                                           | 82    |        |
| 12 mars  | Tawfik Toubi                 | Député arabe chrétien, communiste, d'Israël (1949-1990), dernier survivant de la première Knesset.   | 88    | (en)   |
| 13 mars  | Rick Martin                  | Joueur de Hockey canadien.                                                                           | 59    |        |
| 13 mars  | Augustus Owsley Stanley      | Chimiste underground, né américain, producteur de LSD (Californie, 1965-1979).                       | 76    | (en)   |
| 14 mars  | Leslie Collier (en)          | Virologue britannique.                                                                               | 90    | (en)   |
| 14 mars  | Jülide Gülizar               | Journaliste turque.                                                                                  | 82/83 | (tr)   |
| 14 mars  | Eduard Gushchin              | Athlète soviétique (bronze, aux JO de 1968, lancer du poids).                                        | 70    | (en)   |
| 14 mars  | Big Jack Johnson             | Guitariste et chanteur américain de blues.                                                           | 70    | (en)   |
| 15 mars  | Nate Dogg                    | Rappeur américain.                                                                                   | 41    |        |
| 15 mars  | Michel Fortin                | Acteur français.                                                                                     | 73    |        |
| 15 mars  | Michael W. Hansen            | Chanteur et humoriste dano-allemand.                                                                 | 64    |        |
| 15 mars  | Yakov Kreizberg              | Chef d'orchestre russe.                                                                              | 51    |        |
| 16 mars  | Carel Boshoff                | Ségrégationniste blanc d'Afrique du Sud, fondateur d'Orania (1990).                                  | 83    |        |
| 16 mars  | André Duroméa                | Homme politique français.                                                                            | 93    |        |
| 16 mars  | Thomas Nkuissi               | Évêque catholique émérite camerounais.                                                               | 82    | (en)   |
| 17 mars  | Claude Caillé                | Créateur du Zoo de la Palmyre.                                                                       | 80    |        |
| 17 mars  | Bernard Estrade              | Journaliste français, grand reporter à l'AFP (1970-2010).                                            | 65    |        |
| 17 mars  | Michael Gough                | Acteur britannique.                                                                                  | 94    |        |
| 18 mars  | Ze'ev Boim                   | Homme politique israélien.                                                                           | 67    |        |
| 18 mars  | Warren Christopher           | Diplomate américain, secrétaire d'État (1993-1997).                                                  | 85    |        |
| 18 mars  | Michel Dupeux                | Footballeur français.                                                                                | 82    |        |
| 18 mars  | Jet Harris                   | Bassiste du groupe de rock The Shadows jusqu'en 1962.                                                | 71    |        |
| 18 mars  | Antoinette de Monaco         | Sœur du prince Rainier III.                                                                          | 90    |        |
| 18 mars  | Estela Quesada               | Femme politique costaricienne                                                                        | 86    | (en)   |
| 19 mars  | Patrick Ahern (en)           | Évêque catholique auxiliaire émérite américain de New York (1970-1994).                              | 92    | (en)   |
| 19 mars  | Argentino Luna               | Chanteur folklorique et compositeur argentin.                                                        | 69    | (en)   |
| 20 mars  | Jacques Capelovici           | Linguiste français (dit « Maître Capello »).                                                         | 88    |        |
| 20 mars  | Agostinho Stefan Januszewicz | Évêque catholique émérite brésilien de Luziânia (1970-1994), né en Pologne.                          | 80    | (en)   |
| 20 mars  | Ladislav Novák               | Footballeur tchécoslovaque, puis entraîneur.                                                         | 79    |        |
| 21 mars  | Nikolai Andrianov            | Gymnaste soviétique.                                                                                 | 58    | (en)   |
| 21 mars  | Loleatta Holloway            | Chanteuse disco américaine.                                                                          | 64    |        |
| 21 mars  | Pinetop Perkins              | Pianiste de blues américain.                                                                         | 97    |        |
| 22 mars  | Nadia Barentin               | Comédienne française.                                                                                | 74    |        |
| 22 mars  | Victor Bouchard              | Pianiste québécois (duo Bouchard-Morisset).                                                          | 84    |        |
| 22 mars  | Olivier Raoux                | Décorateur de cinéma français.                                                                       | 49    |        |
| 23 mars  | José Argüelles               | Auteur, artiste et professeur américain « New Age ».                                                 | 72    | (en)   |
| 23 mars  | Richard Leacock              | Documentariste britannique pionnier du cinéma direct américain.                                      | 89    |        |
| 23 mars  | Elizabeth Taylor             | Actrice britannico-américaine.                                                                       | 79    |        |
| 25 mars  | Jean Royer                   | Homme politique français, ministre (1973-1974), maire de Tours (1959-1995).                          | 90    |        |
| 26 mars  | Roger Abbott                 | Acteur canadien et producteur de télévision, né britannique.                                         | 64    |        |
| 26 mars  | Greg Centauro                | Acteur de films pornographiques français.                                                            | 34    |        |
| 26 mars  | Harry Coover (en)            | Chimiste américain, inventeur d'un super adhésif.                                                    | 94    |        |
| 26 mars  | Geraldine Ferraro            | Femme politique américaine, candidate démocrate à la vice-présidence en 1984.                        | 75    |        |
| 26 mars  | Diana Wynne Jones            | Auteur britannique de romans fantastiques.                                                           | 76    |        |
| 26 mars  | Jean-Philippe Lecat          | Homme politique français, secrétaire d'État, puis ministre de l'Information, ministre de la Culture. | 75    |        |
| 26 mars  | Eric Zentner                 | Mannequin américain                                                                                  | 30    | (en)   |
| 27 mars  | Clement Arrindell            | Juriste, Homme politique de Saint-Christophe-et-Niévès, gouverneur général (1983-1995).              | 79    | (en)   |
| 27 mars  | José Comblin                 | Prêtre catholique belge et brésilien.                                                                | 88    |        |
| 27 mars  | Colin Drake                  | Acteur britannique.                                                                                  | 94    | (en)   |
| 27 mars  | Farley Granger               | Acteur américain.                                                                                    | 85    |        |
| 27 mars  | Dorothea Puente              | Tueuse en série américaine.                                                                          | 82    |        |
| 27 mars  | Hélène Surgère               | Actrice française.                                                                                   | 82    |        |
| 27 mars  | George Tooker                | Artiste peintre américain, adepte du réalisme magique.                                               | 90    |        |
| 28 mars  | Lee Hoiby                    | Compositeur américain.                                                                               | 85    | (en)   |
| 28 mars  | Bill Scarlett (de)           | Musicien américain de jazz.                                                                          | 82    | (en)   |
| 28 mars  | Esben Storm                  | Acteur, producteur et réalisateur de la télévision australienne.                                     | 60    | (en)   |
| 29 mars  | José Alencar                 | Homme politique brésilien, vice-président (2003-2010).                                               | 79    |        |
| 29 mars  | Xavier Deniau                | Haut fonctionnaire et homme politique français.                                                      | 87    |        |
| 29 mars  | Iákovos Kambanéllis          | Écrivain grec : journaliste, poète, dramaturge, scénariste et romancier.                             | 88    | (el)   |
| 29 mars  | Robert Tear                  | Ténor britannique, gallois.                                                                          | 72    |        |
| 30 mars  | Jorge Camacho                | Peintre cubain surréaliste.                                                                          | 77    |        |
| 30 mars  | Patrick Fiole                | Journaliste français au Nouvel Observateur.                                                          | 61    |        |
| 30 mars  | Víctor Licandro              | Journaliste, Homme politique et général uruguayen.                                                   | 93    | (es)   |
| 30 mars  | Roberto Lovati               | Footballeur international italien.                                                                   | 83    | (it)   |
| 30 mars  | Roland Nungesser             | Homme politique français, député gaulliste, ministre, vice-président de l’Assemblée nationale.       | 85    |        |
| 30 mars  | Andrés Trobat                | Coureur cycliste espagnol                                                                            | 85    | (es)   |
| 31 mars  | Mary Greyeyes                | Militaire canadienne.                                                                                | 90    |        |
| 31 mars  | Claudia Heill                | Judoka autrichienne (argent, aux JO de 2004, judo).                                                  | 29    |        |
| 31 mars  | Hiroshi Ōnishi               | Peintre et professeur d'université japonais.                                                         | 49    | (ja)   |
| 31 mars  | Albert Liénard               | Professeur et homme politique belge, wallon, conseiller communal, député, ministre.                  | 73    |        |
| 31 mars  | Bassirou Lô                  | Musicien sénégalais.                                                                                 | ??    |        |
| 31 mars  | Mel McDaniel (en)            | Chanteur country américain.                                                                          | 68    |        |
| 31 mars  | Françoise La Rochelle-Roy    | Chanteuse québécoise, puis journaliste et animatrice de radio.                                       | 94    |        |